# 范寧角
范寧角（英語：Cape Fanning）是南極洲的海岬，位於帕爾默地，處於范寧角和赫德曼角之間，長30公里、寬28公里，在1940年12月由美國研究隊發現和拍攝空中照片，現時由南極條約體系管理。

## 外部連結
. . United States Geological Survey.   [2012-03-14].
72°24′S 60°39′W / 72.400°S 60.650°W